# Anton Oberbeck
Anton Oberbeck (* 25. März 1846 in Berlin; † 23. Oktober 1900 ebenda) war ein deutscher Physiker und Hochschullehrer.

## Leben
Nach dem Besuch des Königlich französischen Gymnasiums in seiner Heimatstadt studierte Anton Oberbeck Physik und Naturwissenschaften in Berlin und Heidelberg. Im Laboratorium von Heinrich Gustav Magnus führte er Experimentaluntersuchungen über die „sogenannte Magnetisirungs-Constante“ durch. Diese wurde auch Thema seiner Dissertation, mit der er die philosophische Doktorwürde der Universität Berlin erwarb. Ostern 1870 trat er das pädagogische Probejahr am Sophien-Realgymnasium in Berlin an, diente aber bereits ab Juli desselben Jahres im Deutsch-Französischen Krieg und war nach seiner Rückkehr von Mai 1871 bis 1878 als Lehrer an der genannten Anstalt tätig. Daneben fand er auch Zeit am Physikalischen Institut der Universität Berlin, unter der Leitung von Hermann von Helmholtz, Untersuchungen durchzuführen.
1878 habilitierte sich Oberbeck über die „Fortpflanzung der magnetischen Induction in weichem Eisen“ an der Universität Halle zum Privatdozenten für Physik und wurde ebenda im folgenden Jahr zum außerordentlichen Professor für Physik ernannt. 1885 folgte er einem Ruf der Universität Greifswald als ordentlicher Professor für experimentelle und theoretische Physik. Dort wurde er mit der Leitung des Neubaus für das Physikalische Institut, das sein Vorgänger Ottokar von Feilitzsch gegründet hatte, betraut. 1891 wurde das neue Institut bezogen. 1895 wechselte er als ordentlicher Professor für Physik an die Universität Tübingen und trat die Nachfolge von Ferdinand Braun an. Bereits 1884 hatte er eine Berufung an die Universität Tübingen ausgeschlagen, als es um die Nachfolge von Friedrich Eduard Reusch ging.
Anton Oberbeck beschäftigte sich in seinen wissenschaftlichen Arbeiten mit der Hydrodynamik, der Wärmelehre und der Meteorologie, sein Hauptgebiet der Forschung galt aber der Elektrizität. Die bei hydrodynamischen Problemen verwendete Boussinesq-Approximation basiert auf einer 1879 veröffentlichten Arbeit von Oberbeck, die Joseph Boussinesq 24 Jahre später wieder aufgriff; man spricht daher auch von der Oberbeck-Boussinesq-Näherung. Am 3. Dezember 1878 wurde er in die Deutsche Akademie der Naturforscher Leopoldina aufgenommen.
Oberbeck litt ab 1898 an Rheuma und musste gegen Ende 1899 seine Vorlesungen abbrechen, bevor er am 1. Oktober 1900 in den vorzeitigen Ruhestand versetzt wurde und bereits am 23. Oktober verstarb.

## Werke (Auswahl)
- Ueber die sogenannte Magnetisirungs-Constante. In: Johann Christian Poggendorff (Hrsg.): Annalen der Physik und Chemie (= 5. Reihe. 15. Band [der ganzen Reihe 211. Band]). Band 135, Nr. 1. Verlag von Johann Ambrosius Barth, Leipzig 1868, S. 74–98, urn:nbn:de:bvb:12-bsb10130448-3 (reader.digitale-sammlungen.de – Dissertation).
- Ueber den Durchgang der Elektricität durch Gase. In: Jahresbericht über die Sophien-Realschule, womit zu der am 6. April Vormittags 9–12 Uhr und Nachmittags 2–4 Uhr abzuhaltenden öffentlichen Prüfung sowie zu der am 7. April Vormittags 10 Uhr stattfindenden Abiturientenentlassung ehrerbietigst einladet der Director Dr. Th. Bach. Druck der Franz Krüger’schen Buchdruckerei, Berlin 1876, S. 3–32, urn:nbn:de:hbz:061:1-494453.
- Ueber die Wärmeleitung der Flüssigkeiten bei Berücksichtigung der Strömungen infolge von Temperaturdifferenzen. In: Gustav Heinrich Wiedemann (Hrsg.): Annalen der Physik und Chemie. Neue Folge, 7. Band (der ganzen Folge 243. Band), Nr. 6. Verlag von Johann Ambrosius Barth, Leipzig 1879, S. 271–292 (gallica.bnf.fr).
- Ueber Licht und Leuchten. Antritts-Rede der Uebernahme der ordentlichen Professur der Physik an der Hochschule zu Tübingen am 14. November 1895 im Festsaal des Universitätsgebäudes gehalten. Verlag von Franz Pietzcker, Tübingen 1895.